# Elizabeth Avery Meriwether
Elizabeth Avery Meriwether (19 de janeiro de 1824 – 4 de novembro de 1916) foi uma autora, editora e proeminente ativista no movimento sufragista nos Estados Unidos.

## Início da vida
Ela, seu irmão e três irmãs mudaram-se para Memphis, Tennessee, com os pais, Nathan Avery e Rebecca Rivers Avery, em 1835, para encontrar uma situação econômica melhor.

## Vida adulta
Em 1852, ela se casou com Menor Meriwether, que se tornou um major dos confederados em 1861. Durante a ausência de seu marido, Meriwether teve de fugir com seus filhos de Memphis, devido ao conflito com as forças federais. Mais tarde, ela buscou reaver sua propriedade confiscada pelos EUA.
Menor Meriwether nunca serviu sob o comando Nathan Bedford Forrest durante a guerra, mas eles se conheceram como oficiais confederados veteranos e construtores de ferrovias. Uma das reuniões organizacionais da Ku Klux Klan ocorreu na cozinha Meriwether, na casa de Memphis.
Na Memphis do pós-guerra, ela se envolveu com o movimento sufragista. Apesar de ser ilegal, ela registrou-se e votou na eleição presidencial de 1872. Ela apresentou (sem êxito) petições pelo sufrágio nas convenções democrata e republicana de 1880. 

## Escritos
- The Refugee (Short story - 1863)
- The Master of Red Leaf (1872)
- Black and White (1883)
- The Ku Klux Klan, or The Carpetbagger in New Orleans (1877)
- Facts and Falsehoods About the War on the South (1904) (pseudonym: George Edmonds)
- Sowing of the Swords: The Soul of the Sixties (1910)

## Legado
Meriwether é representada em tamanho real numa estátua de bronze no Memorial pelo Sufrágio da Mulher do Tennessee na Praça do Mercado na cidade de Knoxville, no Tennessee, junto com Anne Dallas Dudley de Nashville e Lizzie Crozier French de Knoxville. A escultura é de Alan LeQuire.